# Mary Robinson
Mary Therese Winifred Robinson z domu Bourke, irl. Máire Mhic Róibín (ur. 21 maja 1944 w Ballinie) – irlandzka polityk, prawniczka i nauczyciel akademicki, członkini Seanad Éireann. Od 3 grudnia 1990 do 12 września 1997 prezydent Irlandii, będąca pierwszą kobietą na tym stanowisku. W latach 1997–2002 wysoki komisarz Narodów Zjednoczonych do spraw praw człowieka.

## Życiorys

### Rodzina i praca zawodowa
Mary Therese Winifred Robinson urodziła się w Ballinie w hrabstwie Mayo. Jej rodzice byli lekarzami. Rodzina Bourke’ów miała normandzkie korzenie i mieszkała w Irlandii od XIII wieku. Jeden z przodków przyszłej prezydent był działaczem Irlandzkiej Narodowej Ligi Ziemskiej hrabstwa Mayo oraz Irlandzkiego Bractwa Republikańskiego. Jej stryj, sir Paget John Bourke, otrzymał tytuł szlachecki od królowej Elżbiety II za służbę jako sędzia w administracji kolonialnej.
Mary Bourke studiowała w Trinity College w Dublinie. Z uwagi na wyznawaną religię katolicką musiała uzyskać dyspensę od arcybiskupa Dublina Johna Charlesa McQuaida, ponieważ katolikom zabraniano studiować na uczelni ufundowanej przez Elżbietę I i uważanej za bastion protestantyzmu oraz unionizmu. Kształciła się następnie w King’s Inns oraz na Uniwersytecie Harvarda. Od 1967 praktykowała w zawodzie prawnika. W latach 1969–1990 była wykładowczynią prawa konstytucyjnego, karnego i wspólnotowego w Trinity College.
W 1970 poślubiła Nicholasa Robinsona. Małżeństwo z protestanckim studentem wywołało sprzeciw jej rodziców, którzy nie przybyli na ślub. Mary i Nicholas Robinsonowie mają dwóch synów i córkę.

### Działalność polityczna do 1990
W 1979 została wybrana do rady miejskiej w Dublinie, była jej członkinią do 1983. W 1969 zasiadła po raz pierwszy w Seanad Éireann, została wybrana jako niezależna w okręgu University of Dublin. Sześciokrotnie (w latach 1973, 1977, 1981. 1982, 1983, 1987) uzyskiwała reelekcję, wchodząc w skład izby wyższej irlandzkiego parlamentu do 1989.
Jako senator Mary Robinson prowadziła kampanię na rzecz m.in. prawa kobiet do orzekania w sądach oraz upowszechniania antykoncepcji. Te działania nie zyskiwały jej sympatii konserwatywnych senatorów. Zgłoszony przez nią projekt ustawy liberalizującej prawo do antykoncepcji spotkał się z jednomyślnym sprzeciwem pozostałych senatorów. Była również doradcą prawnym organizacji Campaign for Homosexual Law Reform.
Podczas senackiej kariery w latach 1973–1989 zasiadała w Joint Committee on EC Secondary Legislation. Przewodniczyła dwóm podkomisjom – od 1977 do spraw socjalnych, a od 1987 do spraw prawnych. W latach 1983–1985 należała do Joint Committee on Marital Breakdown. Zasiadała w Seanad Éireann jako senator niezależny, jednak w połowie lat 70. wstąpiła do Partii Pracy. W 1977 i 1981 z ramienia laburzystów ubiegała się o mandat w Dáil Éireann, ponosząc w wyborach tych porażkę. Później zaangażowała się w kampanię przeciwko władzom miejskim Dublina, które postanowiły wybudować nowe centrum administracyjne na jednym z najlepiej zachowanych na świecie stanowisku wikingów. Była doradcą prawnym ruchu, kampania nie przyniosła jednak efektów i budynek wzniesiono.
W 1982 laburzyści weszli w koalicję rządową z partią Fine Gael. Kiedy Peter Sutherland został mianowany irlandzkim członkiem Komisji Europejskiej, Partia Pracy uzyskała prawo nominowania swojego kandydata na prokuratora generalnego. Mimo oczekiwań, że funkcję tę obejmie Mary Robinson, wybór partyjnych liderów padł na Johna Rogersa. Wkrótce potem Mary Robinson wystąpiła z Partii Pracy w proteście przeciwko podpisaniu przez rząd Garreta FitzGeralda układu z Wielką Brytanią w sprawie Irlandii Północnej.
Pozostała w Seanad Éireann jeszcze przez kilka lat, nie będąc już tak aktywną jak wcześniej. W 1989 nie wystartowała w wyborach na kolejną kadencję. W 1990 przyjęła jednak ofertę swojej dawnej partii i została jej kandydatką w wyborach prezydenckich.

### Kampania wyborcza i prezydentura
Kontrkandydatami Mary Robinson w wyborach prezydenckich byli Brian Lenihan z Fianna Fáil i Austin Currie z Fine Gael. Początkowo sondaże dawały jej drugie miejsce po popularnym ministrze obrony z FF, a przed pochodzącym z Irlandii Północnej kandydatem FG. Briana Lenihana pogrążyło jednak wyjście na jaw jego postawy podczas kryzysu rządowego w 1982, kiedy ówczesny premier Garret FitzGerald, nie mogąc doprowadzić do przyjęcia budżetu, poprosił prezydenta Patricka Hillery’ego o rozwiązanie parlamentu. Brian Lenihan był jednym z liderów opozycji, którzy dzwonili tamtej nocy do prezydenta, domagając się nierozwiązywania parlamentu i powołania rządu, na czele którego stanąć miał Charles Haughey. Ujawnienie tej sprawy przyczyniło się do wzrostu poparcia dla Mary Robinson. Jeszcze bardziej pomógł jej personalny atak, jaki przypuścił na nią Pádraig Flynn z FF. Od tego czasu poparcie dla Briana Lenihana zaczęło spadać. Premier Charles Haughey uznał wybory za przegrane i zdystansował się od swojego ministra, co z kolei spowodowało konflikt wewnątrz Fianna Fáil.
W głosowaniu kandydatka laburzystów otrzymała 38,9% głosów preferencyjnych, a przedstawiciel FF 44,1%. Po rozdysponowaniu głosów oddanych na Austina Currie okazało się, że w wyborach zwyciężyła Mary Robinson.
Została oficjalnie zaprzysiężona na siódmego prezydenta Irlandii 3 grudnia 1990. Stała się pierwszą kobietą na tym urzędzie oraz pierwszym prezydentem z wykształceniem prawniczym. Wkrótce zyskała sympatię społeczeństwa. Zajmowała się sprawami irlandzkiej diaspory oraz starała się poprawić relacje z Wielką Brytanią, którą wielokrotnie odwiedzała. Była pierwszym prezydentem Irlandii, który został przyjęty w Buckingham Palace. Sama również zapraszała wielu członków brytyjskiej rodziny królewskiej (m.in. księcia Walii) do pałacu prezydenckiego Áras an Uachtaráin.
Utrzymywała w miarę dobre stosunki z premierami, którymi podczas jej prezydentury byli Charles Haughey, Albert Reynolds, John Bruton i Bertie Ahern. Dwaj ostatni lobbowali za powierzeniem prezydent stanowiska wysokiego komisarza w strukturze ONZ. W czasie swojej prezydentury Mary Robinson wystosowała dwa orędzia do parlamentu (poprzedni przypadek wystosowania orędzia miał miejsce w 1966, kiedy Éamon de Valera wystosował je w 50. rocznicę wybuchu powstania wielkanocnego). Działała również na rzecz pokoju w Irlandii Północnej, spotykając się zarówno z działaczami Sinn Féin, jak i z ulsterskimi unionistami. Odwiedziła irlandzkich księży i zakonnice poza granicami kraju, a podczas wizyty w Rzymie miała audiencję u papieża Jana Pawła II.

### Działalność od 1997
Zrezygnowała z prezydentury na krótko przed końcem kadencji, a obowiązki prezydenta Irlandii przejęła komisja prezydencka. Wynikało to z nominacji na stanowisko wysokiego komisarza Narodów Zjednoczonych do spraw praw człowieka, które objęła 12 września 1997. Jej kadencja upłynęła w 2002. W jej trakcie w 1998 odwiedziła Tybet. Krytykowała również Stany Zjednoczone za stosowanie kary śmierci. W 2001 przewodniczyła Światowej Konferencji przeciwko Rasizmowi, Dyskryminacji Rasowej, Ksenofobii i Pokrewnym Formom Nietolerancji w Durbanie.
Została później m.in. kanclerzem University of Dublin i przewodniczącą Council of Women World Leaders. Należała do zainicjowanej przez Nelsona Mandelę grupy The Elders. Powołała również The Mary Robinson Foundation – Climate Justice.

## Odznaczenia i wyróżnienia
W 1994 Uniwersytet im. Adama Mickiewicza w Poznaniu przyznał jej tytuł doktora honoris causa. W 2002 otrzymała Sydney Peace Prize za pracę na stanowisku wysokiego komisarza ONZ do spraw praw człowieka. W 2005 została nagrodzona przez International Gay and Lesbian Human Rights Commission. W 2006 otrzymała Nagrodę Księcia Asturii w kategorii nauk społecznych. W 2009 prezydent USA nadał jej Prezydencki Medal Wolności. W 2010 została przyjęta w poczet dam Rycerskiego i Szpitalnego Zakonu świętego Łazarza z Jerozolimy.